# Koen Pletinckx
Koen Pletinckx (Geraardsbergen, 28 april 1974) is een Belgisch componist, saxofonist en computerprogrammeur/analist.

## Levensloop
Pletinckx studeerde aan de kunsthumanioras van Gent en Brussel als saxofonist. Verder studeerde hij informatica en werkt hij als computerprogrammeur/analist voor de overheid. Hij zegt over zichzelf, dat muziek zijn belangrijkste en mooiste hobby is. Voor blaasorkesten schreef hij als componist verschillende werken.

## Composities

### Werken voor harmonie- en fanfareorkest en brassband
- 1997 Whistling Kettle, voor harmonie- of fanfareorkest
- 2000 Beat, Blues & Swing, voor harmonie- of fanfareorkest of brassband[1]
- 2002 Just For Fun, voor harmonie- of fanfareorkest
- 2003 Poppy Times, voor harmonie- of fanfareorkest
- 2004 A Touch Of Salsa, voor harmonie- of fanfareorkest
- 2004 Circus Picolini, voor harmonie- of fanfareorkest
- Happy Bubbles, voor harmonie- of fanfareorkest
- Pop Tune Variations, voor harmonie- of fanfareorkest of brassband